# Futuro Eu
Futuro Eu é o sexto álbum de David Fonseca. Lançado a 16 de outubro de 2015, pela Universal, é o primeiro disco a solo de Fonseca a ser cantado em português. Esteve nove semanas na lista dos discos mais vendidos em Portugal, tendo alcançado o primeiro lugar em outubro de 2015.
O disco foi genericamente bem recebido pela crítica, tendo integrado as lista de melhores do ano para a Antena 3  No jornal Público, Vitor Belanciano classificou-o como "o álbum mais corajoso de David Fonseca".
Ao vivo, as apresentações do disco esgotaram sala em várias cidades portuguesas, incluindo o Centro Cultural de Belém, em Lisboa, e a Casa da Música, no Porto.
Durante o Euro 2016, Fonseca adaptou "Agora É A Nossa Vez" à seleção nacional de futebol masculino.